# القمها (الطويلة)

تعديل مصدري - تعديل

القمها هي إحدى قرى عزلة الغربي بمديرية الطويلة التابعة لمحافظة المحويت، بلغ تعداد سكانها 471 نسمة حسب تعداد اليمن لعام 2004.